# Mellemsaksere
Mellemsaksere eller mellemseaxere var et angelsaksisk folk, der boede i det område, som nogenlunde svarer til det moderne engelske count Middlesex.
Den første kilde, hvor Middlesex nævnes, kommer fra et kongeligt charter fra 704 mellem kong Swæfred af Essex, kong Æthelred af Mercia, der abdicerede og den efterfølgende kong Coenred af Mercia, der tildelte biskop Walhere noget land i Tuican hom (Twickenham) i provincia kaldet Middleseaxan.
Området har inkluderet den tidlige bosættelse London og sandsynligvis Surrey, den sydlige region af mellemsaksernes område. Der er også tegn på, at mellemsakserne har haft bosættelser i det vestlige Kent.
Navnet afspejler, at folket boede mellem sydsakserne, østsakserne og vestsakserne, og adskiller dem fra anglerne mod nord. til forskel fra deres naboer, så formåede mellemsakserne ikke at skabe et længerevarende selvstændigt kongerige. Ifølge G. F. Bosworth (1913), 'er der ikke noget bevis for at Middlesex oprindeligt har været et selvstændigt kongerige, og vi kan med stor sandsansynlighed sige, at det var en del af Kongeriget Essex (...).' F.M. Stenton (1971) skriver dog at mellemsaksernes "oprindelige ufhængighed i hvert fald muli". Området var en del af Kongeriget Essexved begyndelsen af 600-tallet, men blev overtaget af Mercia i 825.
Mellemsakserne var oprindeligt hedninge, men overgik til kristendommen omkring midten af 600-tallet. De talte deres egen variant af angelsaksisk, men latin blev brugt på skrift.